# یورک (نبراسکا)
یورک(به انگلیسی: York) شهری در ایالت نبراسکا کشور ایالات متحده آمریکا است که جمعیت آن در سرشماری سال ۲۰۱۰ میلادی، ۷٬۷۶۶ نفر بوده‌است.